# Olej rydzowy

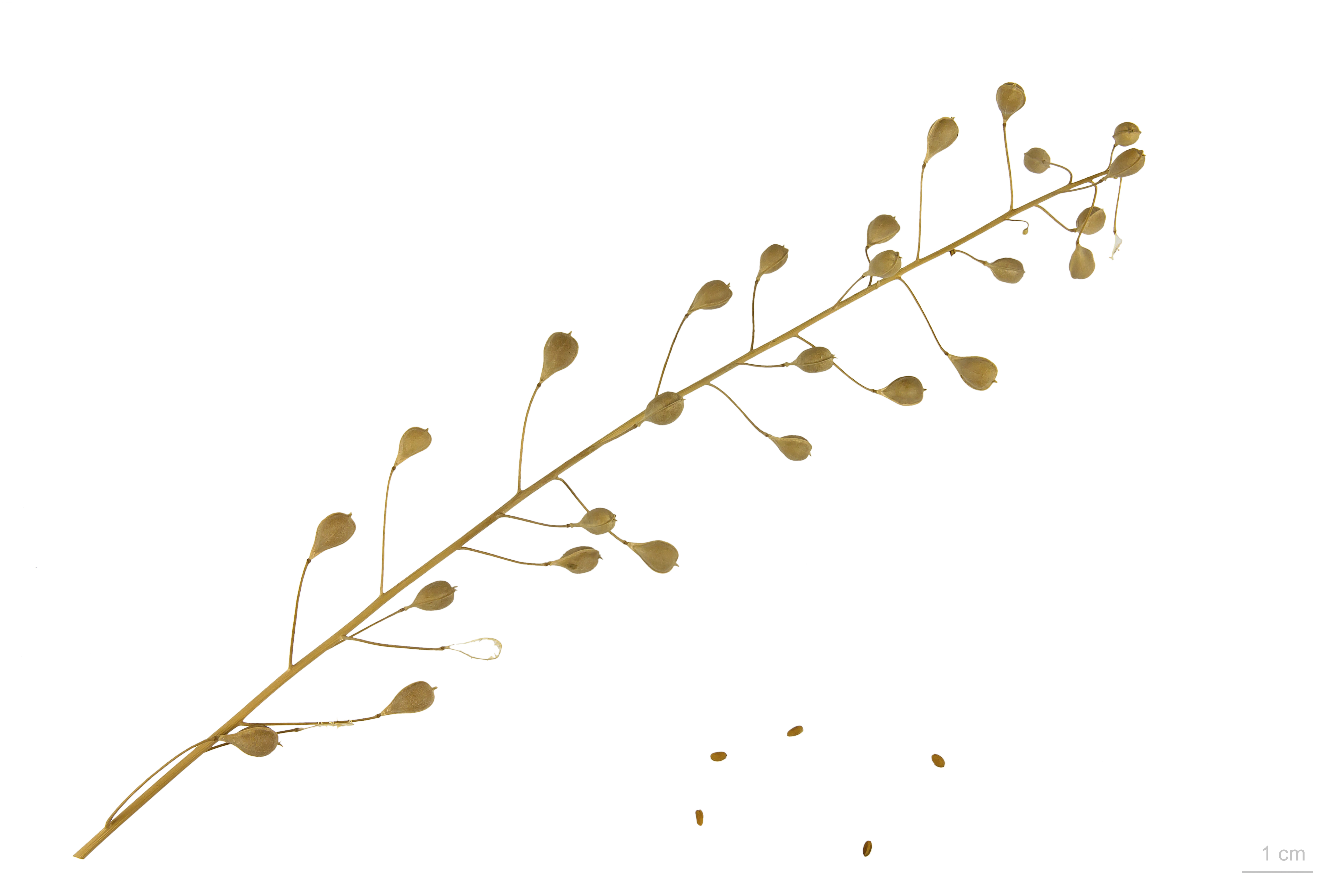
Nasiona lnicznika siewnego (źródło oleju rydzowego)

Olej rydzowy – roślinny olej jadalny i przemysłowy pozyskiwany z nasion lnicznika siewnego (lnianki jarej, Camelina sativa, lub ozimej, Camelina silvestris, potocznie, starop.: rydz).

## Historia
Historia wytwarzania oleju z lnianki ma około trzy tysiące lat, jednak w latach po II wojnie światowej produkt ten został wyparty przez przemysłowo uzyskiwany olej rzepakowy i został praktycznie zapomniany. Tradycyjne receptury wróciły do użycia w końcu XX wieku na fali zainteresowania zdrową i rzemieślniczą żywnością. W 2006 olej wpisano na listę produktów tradycyjnych dla województwa wielkopolskiego, a w 2009 jako Gwarantowaną Tradycyjną Specjalność w Unii Europejskiej.
Produkt jest najczęściej wytwarzany w drodze tłoczenia na zimno (np. prasą ślimakową), jednak możliwe jest również poddanie nasion ekstrakcji albo połączenie w procesie produkcyjnym obu metod.

## Właściwości
Olej ma charakterystyczne parametry smakowo-zapachowe, które przypominają cebulę i gorczycę. Produkt ma korzystniejszy skład kwasów tłuszczowych niż oliwa, olej słonecznikowy lub lniany. Bogaty jest w kwasy: oleinowy (18:1), linolowy (18:2), α-linolenowy (18:3) i eikozenowy (20:1). Zawartość oleju w nasionach lnicznika wynosi około 40% (w tym: kwas α-linolenowy 30–40%, kwas linolowy 15–20%, kwas oleinowy 15–20%, kwas eikozanowy 15–20%, kwas erukowy – około 3%). Stosunek kwasu linolowego do kwasu α-linolenowego wynosi około 1:2 i jest dzięki temu unikatowy wśród olejów roślinnych (sojowy, słonecznikowy, rzepakowy, oliwa). Stosunek taki jest wynikiem wysokiej zawartości kwasu linolowego w nasionach lnicznika w porównaniu z zawartością tego kwasu w oleju rzepakowym i lnianym. Olej może wykazywać właściwości antyoksydacyjne. Zawartość kwasów tłuszczowych n−3 i n−6 jest uzależniona od gatunku, miejsca i okresu zbioru, jak też od sposobu otrzymywania oleju.
Istnieje domniemanie, że z uwagi na dużą zawartość kwasu α-linolenowego, korzystne proporcje w obrębie kwasów z grupy n−3 i n−6 i dużą zawartość tokoferoli oraz związków fenolowych olej może wykazywać właściwości kardioprotekcyjne oraz korzystnie wpływać na profil lipidowy.
Całkowita zawartość steroli wynosi około 0,5%, w tym 300 mg β-sitosterolu, 117 mg kampesterolu, 37 mg izofukosterolu, 27 mg brasikasterolu, 5,6 mg stygmasterolu, a także 24,4 mg innych steroli roślinnych w 100 g oleju.
Związki fenolowe znajdują się w oleju w ilości 128 mg/kg.
Barwa produktu waha się od złocistej (słomkowej) do czerwono-brunatnej. Z uwagi na wysoką zawartość tokoferoli (γ-tokoferol: 674,3 mg/kg, αtokoferol: 27 mg/kg i δ-tokoferol: 12,3 mg/kg) można go przechowywać stosunkowo długo.

## Zastosowania spożywcze
Olej rydzowy używany jest do przyprawiania sałatek, ziemniaków, chleba i śledzi.

## Zastosowania pozaspożywcze
Oprócz zastosowań spożywczych olej rydzowy może być wykorzystywany jako składnik mieszanek paszowych oraz na cele przemysłowe, m.in. do produkcji oleju napędowego lub jako paliwo lotnicze (pierwsze doświadczenia: US Air Force w 2009). W Polsce dowiedziono, że z oleju rydzowego da się produkować estry metylowe wyższych kwasów tłuszczowych (FAME), które można stosować jako komponent paliw do tłokowych silników spalinowych z zapłonem samoczynnym. Produkt ma też potencjalne zastosowanie jako źródło związków biologicznie czynnych w przemyśle spożywczym i kosmetycznym (skład karotenoidów: zawartość β-karotenu w oleju tłoczonym z nasion lnianki ozimej wynosi 115–126 mg/kg, zeaksantyny 4,8–6,12 mg/kg, luteiny 13,9–16,8 mg/kg; zawartość karotenoidów wynosi od 136 mg/kg do 183 mg/kg) oraz w przemyśle tworzyw bazujących na produktach petrochemicznych (do wyrobu klejów samoprzylepnych, powłok lub żywic). Wytłoki rydzowe (produkt uboczny) to bogaty w białka składnik mieszanek paszowych dla zwierząt (Amerykańska Agencja ds. Żywności i Leków zatwierdziła ich stosowanie do karmienia bydła i brojlerów w postaci dziesięcioprocentowej domieszki). Łodygi można zastosować jako surowiec do produkcji masy włóknistej, papieru i płyt.